# Método de Maza - Cruickshank

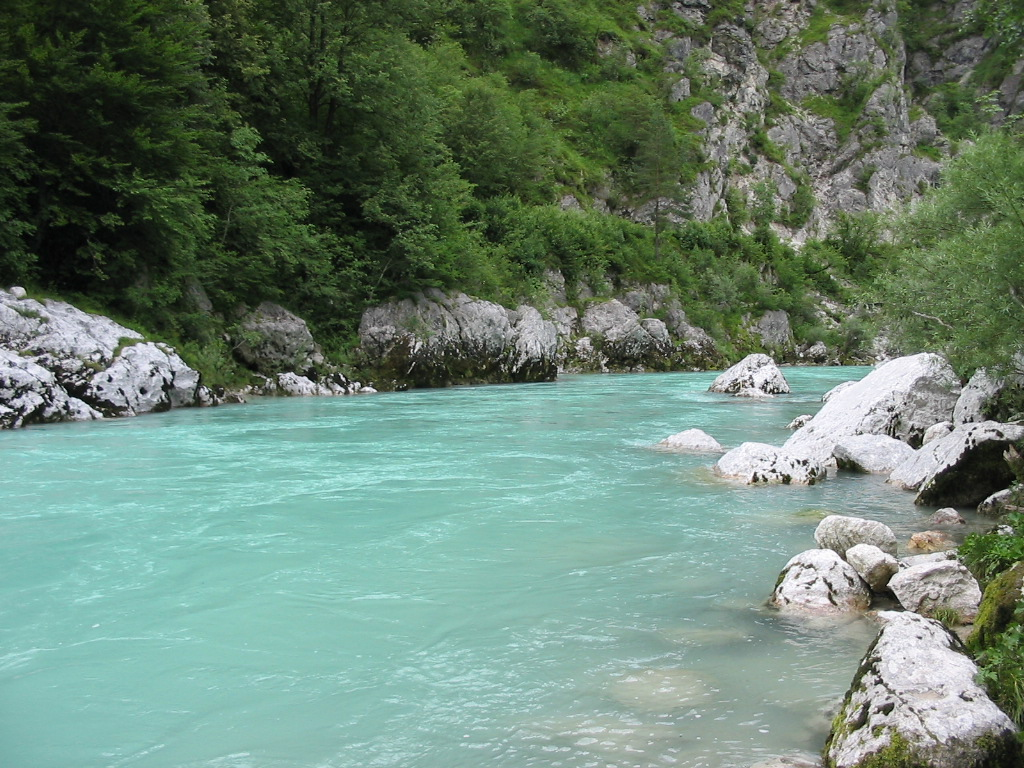
Cauce de montaña, cuyas orillas son de roca o con rocas grandes. Puede decirse que este cauce tiene una estabilidad estática.

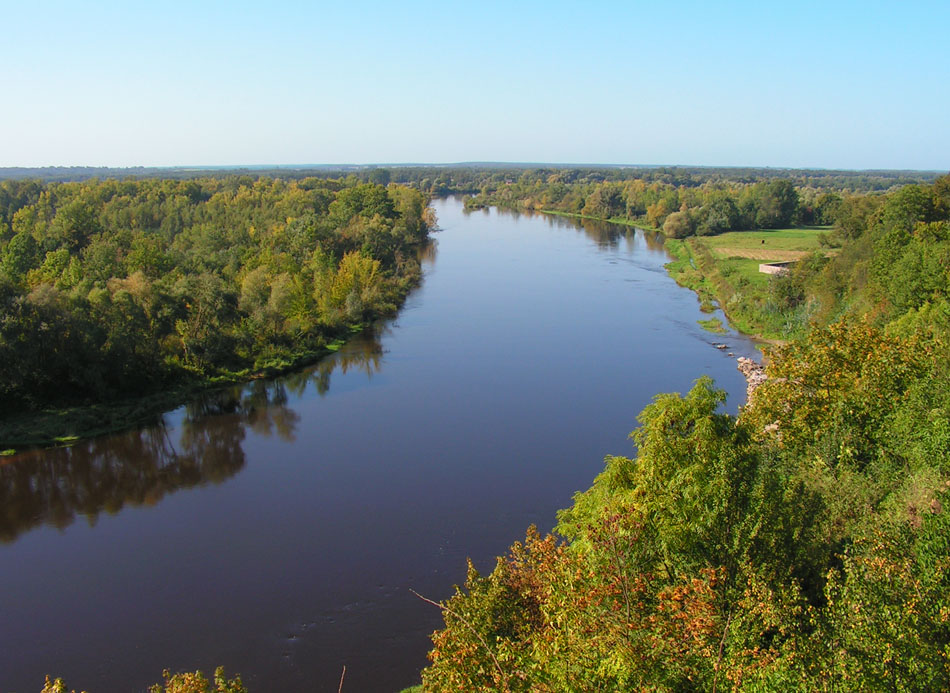
Las márgenes de este río son arcillosas y ofrecen una gran resistencia a la erosión. Si se altera el caudal formativo y sobre todo el transporte de sedimentos provenientes de aguas arriba, el ancho podrá modificarse, aunque este proceso es más lento que en cauces arenosos. Algunas protecciones de las márgenes han sido construidas. Puede decirse que este es un caso de estabilidad estática.

El método de Maza - Cruickshank, publicado en1973, analiza el comportamiento de cursos de agua. Se basa en el concepto de grados de libertad de las corrientes, y por tanto, toma en cuenta la necesidad de tres ecuaciones para obtener el ancho y tirante de la sección, y la pendiente hidráulica del cauce estable.
Un curso de agua es un sistema muy complejo, intervienen en él un número grande de parámetros interrelacionados. El cambio de algunos de estos parámetros puede afectar muy significativamente las condiciones de escurrimiento que podían considerarse estable. Alcanzar una nueva situación estable es un proceso que puede demorar varios años, o hasta decenios.

## Condiciones de estabilidad
El término de cauce estable o canal estable requiere de una mejor definición, por lo que se ha sugerido considerar dos condiciones de estabilidad en ríos formados por un solo cauce: estática y dinámica.

### Estabilidad estática
Se considera que un tramo de río tiene estabilidad estática cuando la corriente no es capaz de mover ni de arrastrar el material de las orillas o lo hace con dificultad. En el fondo puede existir transporte de sedimentos y también estar sujeto a erosiones durante grandes avenidas.
Ejemplos de lo anterior son: los canales revestidos, que se pueden considerar como una condición extrema; los formados con material granular, cuando el caudal líquido no puede moverlo; los arroyos de montaña con cauces formados por piedras grandes y cantos rodados que rara vez son arrastrados por la corriente; y los ríos que corren por terrenos arcillosos que tienen alta cohesión. En estos últimos aunque el fondo puede erosionarse, las orillas son muy resistentes a la erosión y por lo tanto, los ríos formados por este material casi no presentan desplazamientos laterales.

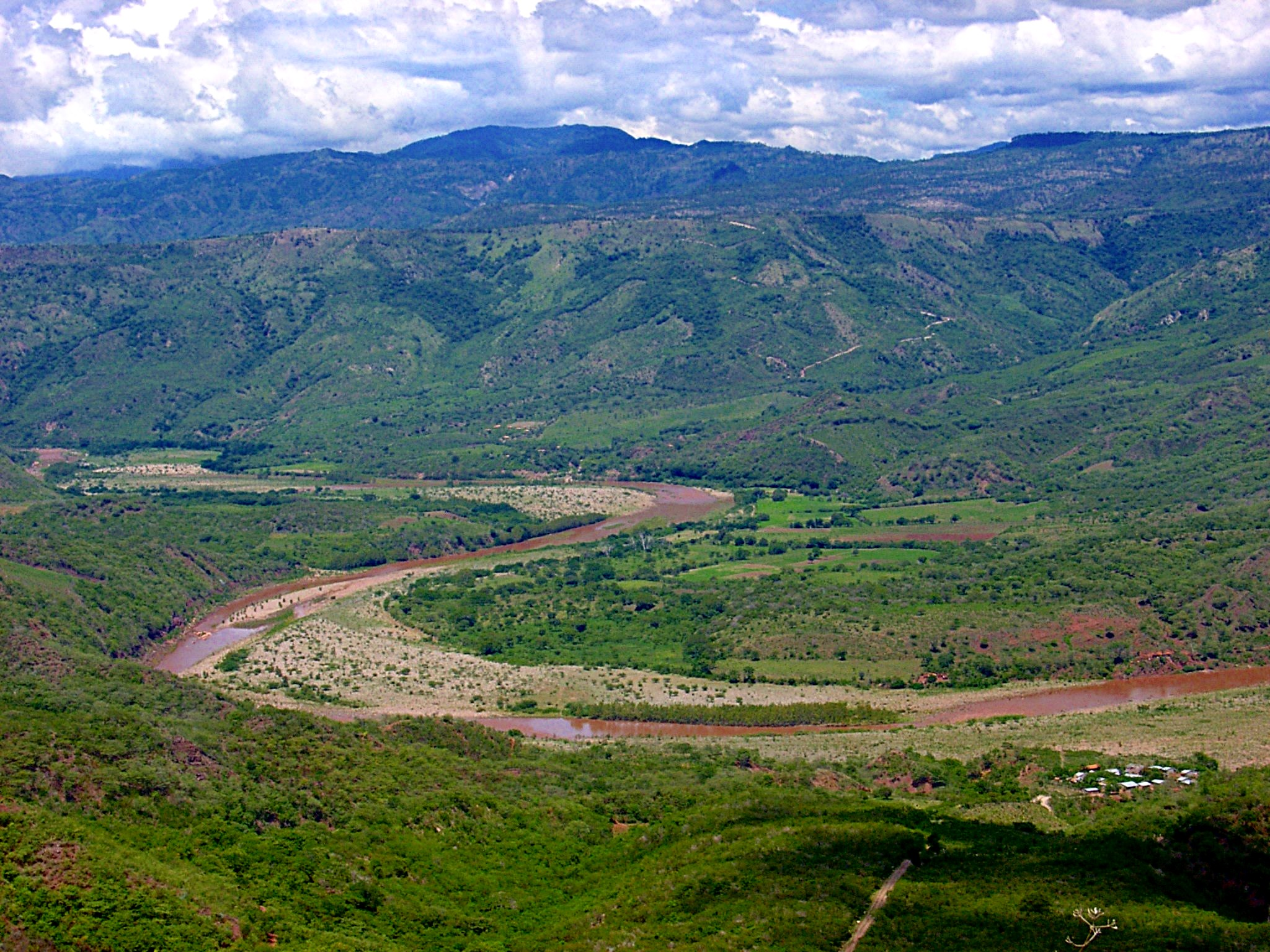
Cauce con estabilidad dinámica. La foto fue tomada en estiaje y por lo tanto, son visibles los depósitos en el interior de las curvas. Cuando aumenta el caudal, el agua escurre por un solo cauce antes de desbordarse.

### Estabilidad dinámica
Un cauce tiene estabilidad dinámica cuando el caudal que transporta, los materiales del fondo y de las márgenes, y los sedimentos transportados han formado un único cauce con una sección y pendiente que no cambia apreciablemente de año a año. Algunas alteraciones ocurren a lo largo de un ciclo anual, pero las características hidráulicas y geométricas se mantienen prácticamente iguales después de un ciclo completo (año hidrológico). Estos conceptos son compatibles con la teoría de régimen. Por lo tanto un río en régimen es estable dinámicamente.
La estabilidad dinámica permite desplazamientos laterales de los cauces, pero presupone que el caudal escurra por un único cauce.
En otras palabras, los ríos con estabilidad dinámica pueden variar el ancho de su sección en función del caudal líquido que escurre por ellos. Debe considerarse que esos cambios son paulatinos y más lentos que las variaciones del tirante; en efecto, el tirante cambia inmediatamente al cambiar el caudal.
Todo el flujo escurre en un único cauce y ese cauce sufre desplazamientos laterales que pueden ocurrir con menor o mayor rapidez. Los desplazamientos laterales que se mencionan, ocurren en las márgenes exteriores de las curvas y son más rápidos en las primeras etapas de desarrollo de una curva. Algunas erosiones tienen lugar principalmente en el centro de la curva, con lo que esta se desarrolla con la tendencia a disminuir el radio de curvatura. En otros tramos, en cambio, los máximos desplazamientos marginales ocurren a la entrada o salida de las curvas, con lo que estas se pueden desplazar, sin cambios notables en su radio de curvatura, aguas arriba o aguas abajo. Debe considerarse siempre que, aunque se mencione "una" curva, los fenómenos descritos ocurren en todo un tramo de río, y en él existen muchas curvas. Lo que ocurre en una curva determinada está influenciado por lo que sucede en las de aguas arriba. Asimismo, los corrimientos de una curva en particular afectan a la inmediata de aguas abajo. Hay que tener presente que es imposible describir todas las condiciones que pueden ocurrir en la naturaleza, y por lo tanto, solo se comentan algunos casos, procurando destacar los extremos, sabiendo que puede ocurrir cualquier condición intermedia.
Al mismo tiempo que una margen se erosiona y desplaza lateralmente, en la opuesta se está sedimentando materia, por lo que dicha orilla se desplaza en el mismo sentido que la erosionada. Este fenómeno de sedimentación garantiza que el ancho del cauce se conserve. Con el tiempo, más sedimento se deposita en los intradós de las curvas, con lo que se logra levantar la margen hasta la misma elevación de todos los terrenos de la planicie.
Si los desplazamientos laterales son lentos, es decir, que son graduales los procesos de erosión y sedimentación en una curva, no se aprecia ningún rasgo al tomar una fotografía aérea. Cuando son muy rápidos se notan bandas concéntricas en el interior de la curva, sujeta a sedimentación, y que son producidas por diferentes depósitos de materia. Entre las bandas puede aún haber agua superficial estancada, sobre todo durante los estiajes.

Lo que se ha mencionado se puede notar, tanto en tramos con curvas amplias, como donde hay meandros. Al desarrollarse meandros se puede presentar una condición extrema que se denomina de inestabilidad dinámica.

### Inestabilidad dinámica
La inestabilidad dinámica se presenta cuando el desplazamiento lateral de los meandros es muy intenso y por tanto, el corte natural de ellos ocurre con mucha frecuencia. Cada vez que un meandro se corta, el río trata de recuperar la pendiente original y para ello tiende de inmediato a desarrollar nuevas curvas y meandros. Al desarrollarse un meandro se incrementa la longitud de recorrido de la corriente y por tanto disminuye la pendiente hidráulica.
Si antes de alcanzar la pendiente de equilibrio nuevos meandros se cortan, el río nunca puede alcanzar dicha pendiente. El fenómeno descrito puede ocurrir en tramos que abarcan varias decenas de meandros, pero también ocurre con frecuencia en tramos reducidos, donde 2 o 3 curvas se desplazan con mayor rapidez que las de aguas arriba y abajo. Por qué solo ocurre en tramos acotados, aún no ha sido explicado.

### Estabilidad morfológica
Cuando en un río se tiene más de un cauce se habla de estabilidad morfológica. La estabilidad morfológica cubre el concepto más amplio; esto es, en cualquier cauce natural, la pendiente {\displaystyle S}, de un tramo cualquiera, el ancho {\displaystyle B}, y el tirante {\displaystyle d_{m}}, de su sección transversal, así como el número de brazos o cauces {\displaystyle N}, por los que escurre el caudal {\displaystyle Q}, dependen de dicho caudal y de su distribución anual, de las características físicas de los materiales que forman el fondo y las paredes del cauce, y de la calidad y cantidad del sedimento que es transportado {\displaystyle Q_{BT}}, que llega al tramo, procedente de aguas arriba o de aportaciones laterales.
De acuerdo con esta definición, la mayoría de los tramos de los ríos no afectados por el hombre tienen estabilidad morfológica. Igual el río que corre por un solo cauce y forma meandros regulares, que aquel que tiene un trazo no uniforme, o en el que se han formado islas, o es trenzado. Desde el punto de vista morfológico todos los ríos son estables, excepto aquellos tramos en los que un movimiento telúrico o el corte natural de algún meandro muy desarrollado, haya alterado bruscamente el curso o cambiado la pendiente. Sin embargo, inmediatamente después que ha ocurrido el corte o cambio de lugar del cauce, se inicia el proceso que tenderá a estabilizarlo.
Cuando el río tiene un solo cauce conviene referirse a las estabilidades mencionadas en las tres secciones anteriores.

### Efecto de la actividad antrópica en la estabilidad de los cauces
Actualmente muchos tramos de ríos han dejado de tener estabilidad morfológica debido a la actividad humana. La construcción de presas, rectificación de ríos y destrucción de bosques modifica los hidrogramas y la cantidad de sedimentos que llega a cada tramo, de tal suerte que, en mayor o menor grado, dejan de ser estables desde el punto de vista morfológico. Los tramos alterados por el hombre tenderán a alcanzar otro grado de estabilidad unos cuantos años después de la modificación; por ejemplo, reducción de la capacidad hidráulica con formación de islas que se cubren de vegetación cuando se construye un gran embalse; creación de nuevos meandros o erosión del fondo al reducirse la longitud de un río mediante una rectificación, etc.

### Consideraciones finales
De cuanto dicho en las secciones precedentes se concluye que, un tramo de río que tiene estabilidad dinámica también la tiene morfológica. 
Lo mismo puede decirse de un tramo de río con estabilidad estática. La estabiidad dinámica y estática son condiciones extremas para un canal formado por un solo cauce; en el primero, el cauce puede sufrir desplazamientos laterales, mientras que en el segundo el cauce está fijo.
La construcción de obras puede cambiar las condiciones de estabilidad. Así
las presas ocasionan que los tramos inmediatamente aguas abajo tiendan a tener estabilidad estática por haber interrumpido el paso de sedientos, y en ocasiones por reducir el volumen del hidrograma, pero siempre por reducir el caudal máximo de las avenidas. 
Es necesario mencionar que una presa grande reduce el caudal máximo de las avenidas controlables, (caudales con tiempos de retorno de hasta unos 500 años - Tr < 500 años). El efecto de reducción disminuye a medida que se consideran caudales con tiempos de retorno mayores, hasta el extremo de que para una avenida con tiempo de retorno de 10 000 años, o el caudal máximo posible (QMP), el efecto regulador del embalse tiende a cero.
Un efecto semejante tiene la construcción de muros o diques de contención en las márgenes, o espigones. Cuando estas últimas obras son construidas, el río pasa a tener solo dos grados de libertad en lugar de los tres que tenía originalmente.
Un cauce con estabilidad estática tiene uno o dos grados de libertad, mientras que el que tiene estabilidad dinámica tiene tres grados de libertad.

## Fórmulas fundamentales
A continuación se analiza la estabilidad dinámica y a partir de los resultados obtenidos, se logra inferir también las características geométricas para cauces con estabilidad estática.
Las fórmulas fundamentales se refieren a: 
- Resistencia al flujo, en material aluvial. Las fórmulas de resistencia al flujo que se analizan son las de Cruickshank y Maza; y la de Manning;
- Transporte de material de fondo. Entre las fórmulas de transporte de sedimentos, se analizarám las de Meyer-Peter y Muller, Engelund, y la de Shields. Estas fueron combinadas con las de la fricción;
- Resistencia de las márgenes. En todas las combinaciones se ha incluido la fórmula de Gluschkov, como tercera ecuación, para tener en cuenta la resistencia de las márgenes.

La gran mayoría de las fórmulas que los diversos investigadores han propuesto, hasta ahora, para analizar los problemas de la hidráulica fluvial son empíricas. Por ese motivo las predicciones que se obtienen al utilizarlas difieren de la realidad, sobre todo si son aplicadas para situaciones diferentes a las que se tuvo cuando fueron obtenidas. Otro problema muy serio en este campo es la dificultad de medir el transporte de sedimentos en forma precisa.
Las mayores discrepancias se producen al evaluar el transporte de sedimentos; por este motivo, las diferencias principales que se pueden obtener al predecir la geometría y pendiente de los cauces se debe a la fórmula de transporte utilizada.

### Fórmulas de resistencia al flujo
Las dos fórmulas que se presentan son la de Cruickshank y Maza y la de Manning. La primera fue obtenida para flujo sobre fondo arenoso es útil para ríos con fondo de ese material, aunque posteriormente se ha verificado su utilidad para ríos con fondo de grava. La segunda fórmula, de Manning, es apropiada para cauces de cualquier material, siempre que se disponga de datos para obtener el coeficiente de rugosidad de Manning con la suficiente precisión.

#### Fórmula de Cruickshank-Maza
Estos autores propusieron dos fórmulas, una para régimen inferior, el que corresponde al flujo sobre rizos y dunas y otra para régimen superior, que corresponde a fondo plano o con antidunas.
La expresión para régimen inferior establece:
{\displaystyle U=7.58.{\omega _{50}}\left({\frac {d_{m}}{D_{84}}}\right)^{0.634}.\left({\frac {S}{\Delta }}\right)^{0.456}} ..........................................................................{1}
y es válida si:
{\displaystyle {\frac {1}{S}}} ≥ {\displaystyle 83.5\left({\frac {d_{m}}{\Delta D_{84}}}\right)^{0.35}} .........................................................................................................{2}
donde:
{\displaystyle \Delta ={\frac {\gamma _{\delta }-\gamma }{\gamma }}=S_{\delta }-1} ......................................................................................................{3}
en que {\displaystyle S_{\delta }} es la densidad relativa de las partículas y
{\displaystyle \gamma } y {\displaystyle \gamma _{\delta }} son el peso específico del agua y de la partícula respectivamente, expresado en kg f/m³.
Agrupando los términos conocidos, la ecuación {1} también se puede escribir como:
{\displaystyle U=\alpha .{d_{m}}^{0.634}.S^{0.456}} .........................................................................................................{4}
en que:
{\displaystyle \alpha ={\frac {7.58\omega _{50}}{{D_{85}}^{0.634}.\Delta ^{0.456}}}} ..........................................................................................................{5}
Para régimen superior propusieron la expresión:
{\displaystyle U=6.25.{\omega _{50}}\left({\frac {d_{m}}{D_{84}}}\right)^{0.644}.\left({\frac {S}{\Delta }}\right)^{0.352}} ........................................................................{6}
que es válida si:
{\displaystyle {\frac {1}{S}}} ≤ {\displaystyle 66.5\left({\frac {d_{m}}{\Delta D_{84}}}\right)^{0.382}} .....................................................................................................{7}
En las ecuaciones anteriores el significado de las variables es:
- {\displaystyle d_{m}} tirante medio de la corriente, en m, definido por la relación del área de la sección {\displaystyle A} , en m², entre el ancho de la superficie libre de la corriente {\displaystyle B}, en m.

{\displaystyle d_{m}={\frac {A}{B}}} ................................................................................................................................{8}
En ríos donde {\displaystyle B} ≥ {\displaystyle 40d} su valor es prácticamente igual al radio hidráulico {\displaystyle R} ,
{\displaystyle d_{m}=R} .................................................................................................................................{9}
- {\displaystyle \omega _{50}} velocidad de caída de la partícula de {\displaystyle D_{50}} , en m/s.

Se obtiene de la fórmula de Rubey

##### Fórmula de Rubey
{\displaystyle \omega _{50}=F_{1}\left(g.\Delta .D_{50}\right)^{0.5}} ....................................................................................................{10}
en que:
{\displaystyle F_{1}=\left({\frac {2}{3}}+{\frac {36.v^{2}}{g.\Delta .{D_{50}}^{3}}}\right)^{0.5}-\left({\frac {36.v^{2}}{g.\Delta .{D_{50}}^{3}}}\right)^{0.5}} .......................................................{11}
- {\displaystyle v} viscosidad cinemática del agua, en m²/s

- {\displaystyle D_{50}} , {\displaystyle D_{84}} diámetro de las partículas en que el 50% u 85% del total de la muestra son menores que esos tamaños; que {\displaystyle D_{50}} y {\displaystyle D_{84}} respectivamente.

Si se utilizan las ecuaciones {1} y {4}, la velocidad media {\displaystyle U} , del escurrimiento, puede obtenerse sin suponer ningún coeficiente de fricción. Las fórmulas propuestas son válidas para cauces arenosos en que {\displaystyle D_{50}} ≤ 2 mm.
Conocida la velocidad media, el caudal {\displaystyle Q} que pasa por la sección vale:
{\displaystyle Q=U.B.d_{m}} ......................................................................................................................{12}
y por tanto, al sustituir la ecuación {4} en la {12} se obtiene:
{\displaystyle Q=\alpha .B.{d_{m}}^{1.634}.S^{0.456}} .................................................................................................{13}

#### Fórmula de Manning
Esta fórmula establece que:
{\displaystyle U={\frac {1}{n}}.R^{2/3}.S^{1/2}} .............................................................................................................{14}
en que {\displaystyle R} es el radio hidráulico de la sección en m, y {\displaystyle n} es el coeficiente de fricción según Manning.
El caudal que escurre por una sección rectangular es igual a: 
{\displaystyle Q={\frac {1}{n}}.{d_{m}}^{5/3}.B.S^{1/2}} ...........................................................................................................{15}
lo cual se cumple siempre y cuando el ancho de la sección sea mucho mayor que el tirante ( {\displaystyle B} ≥ {\displaystyle 40d_{m}}), ya que con ello se obtiene que {\displaystyle R=d_{m}}.
El coeficiente {\displaystyle n} se debe obtener de la experiencia, o bien de forma indirecta calculando los coeficientes de rugosidad {\displaystyle C} de Chezy o {\displaystyle f} de Darcy-Weisbach mediante el uso de fórmulas o métodos desarrollados para calcular la resistencia al flujo de cauces con fondo móvil.
Si se cuenta con suficientes datos de campo y por tanto se conocen {\displaystyle A{,}B{,}d_{m}{,}S} con precisión y para diferentes {\displaystyle Q}, se puede obtener el coeficiente de rugosidad {\displaystyle n}. En esas condiciones los valores de {\displaystyle n} obtenidos tienen en cuenta tanto la fricción como otras pérdidas ocasionadas por las curvas, irregularidades de las márgenes, cambios de la sección transversal, etc. Esta es una de las ventajas de la fórmula de Manning que no tienen otros métodos, aunque hayan sido desarrolladas para ríos como el presentado arriba.

### Fórmulas para el transporte de sedimentos
Para el cálculo del transporte total de sedimentos también existen varias fórmulas posibles, las principales son:
- Fórmula de Engelund. Esta es una de las más precisas para evaluar el transporte total de fondo. Para trabajar con las fórmulas de diseño derivadas de esta fórmula se requiere conocer el transporte de fondo, lo que no siempre es posible. Para utilizar esta fórmula se requiere conocer también la velocidad de inicio de transporte, ya que según ella se arrastrn partículas aún con velocidades medias del flujo por debajo de la velocidad crítica. Se ha constatado que la fórmula arroja resultados absurdos, con transporte de edimentos muy altos, cuando apenas se ha iniciado el movimiento de partículas.
- Fórmula de Meyer-Peter y Müller. En cauces arenosos donde el arrastre se produce solo dentro de la capa de fondo y en cauces donde el material es grueso se recomienda utilizar la ecuación de Meyer-Peter y Müller.
- Fórmula de Shields. Las fallas indicadas para la fórmula de Engelund se subsanan con la fórmula de Shields, la cual permite obtener también el transporte total de material de fondo tanto en la capa de fondo como en suspensión; sin embargo no es tan precisa como la de Engelund cuando el transporte en suspensión es importante.

#### Fórmula de Engelund
La fórmula de Engelund es válida para obtener el transporte total de fondo, y se aplica cuando el material es arenoso, 0.15 mm < {\displaystyle D_{50}} < 2 mm y {\displaystyle R_{*}={\frac {U_{*}D_{50}}{v}}} ≥ 12. Su fórmula establece que:
{\displaystyle Q_{BT}={\frac {0.04.\left(d_{m}.S\right)^{1.5}.U^{2}.B}{\Delta ^{2}.g^{0.5}.D_{35}}}} .................................................................................{16}
donde:
- {\displaystyle Q_{BT}=} transporte total de fondo, en m³/s

- {\displaystyle U=} velocidad media del flujo del agua, en m/s

- {\displaystyle B=} ancho medio de la superficie libre del agua, en m

- {\displaystyle b=} ancho medio del fondo, en m. Para canales y ríos muy anchos {\displaystyle B} ≥ {\displaystyle 40d} , se considera {\displaystyle b=B}. En aplicaciones prácticas se considera esta hipótesis. Téngase en cuenta que en las fórmulas de transporte, el ancho {\displaystyle b} que hay que considerar es aquel en que ocurre el transporte de sedimentos; Autores como Altunin indican que {\displaystyle b=} ( 0.8 a 0.9 ) {\displaystyle B}. Así por ejemplo si se cumpliera que {\displaystyle b=0.9B} el coeficiente de la fórmula de Engelund sería igual a 0.036 así como el numerador de la ecuación {18}.

Agrupando los parámetros que permanecen constantes en el tramo de río en estudio, y teniendo en cuenta las ecuaciones {12} la ecuación {16} se puede escribir como 
{\displaystyle Q_{BT}={\frac {\beta .Q^{2}.S^{1.5}}{B.{d_{m}}^{0.5}}}} ......................................................................................................{17}
donde
{\displaystyle \beta ={\frac {0.04}{\Delta ^{2}.g^{0.5}.D_{50}}}} .........................................................................................................{18}
Como se ha indicado, la fórmula de Engelund permite evaluar el transporte total de fondo. Cuando en un río o canal {\displaystyle \tau _{*}={\frac {d_{m}.S}{\Delta .D_{m}}}} es < 0.3, prácticamente todo el transporte tiene lugar en la capa de fondo. Sin embargo en estas condiciones la fórmula de Engelund da valores de {\displaystyle Q_{BT}} mayores que otros métodos.

#### Fórmula de Meyer-Peter y Müller
La fórmula de Meyer-Peter y Müller se utiliza para evaluar el transporte en la capa de fondo; se utiliza cuando el material es granular ya sea grava o arena y se expresa como:
{\displaystyle Q_{B}=8{D_{m}}^{1.5}g^{0.5}\Delta ^{0.5}b\left[\left({\frac {n^{'}}{n}}\right)^{1.5}\left({\frac {d_{m}.S}{\Delta .D_{m}}}\right)-0.047\right]^{1.5}} ...........................{19}
donde:
{\displaystyle Q_{B}=} arrastre de la capa de fondo, en toda la sección, en m³/s.
{\displaystyle D_{m}=} diámetro medio del material de fondo, en m. Se obtiene de la expresión:
{\displaystyle D_{m}={\frac {\sum {D_{i}.p_{i}}}{100}}}.en mm .................................................................................................{20}
en la que:
{\displaystyle p_{i}=} porcentaje en peso de cada fracción de la muestra, con diámetro {\displaystyle D_{i}}. 
{\displaystyle D_{i}=} diámetro medio de cada fracción en la que se divide la curva granulométrica, en m. Se obtiene de la expresión:
{\displaystyle D_{i}=\left(D_{imin}.D_{imax}\right)^{1/2}}.............................................................................................{21}
{\displaystyle g=} aceleración de la gravedad en m/s2
{\displaystyle n} Rugosidad total en el tramo. Se obtiene de la expresión de Manning, a partir de los datos de campo:
{\displaystyle n={\frac {{d_{m}}^{2/3}.S^{0.5}}{U}}} ............................................................................................................{22}
{\displaystyle n^{'}} Rugosidad de las partículas. Se obtiene de la expresión de Meyer-Peter y Müller:
{\displaystyle n^{'}={\frac {{D_{90}}^{1/6}}{26}}} .....; {\displaystyle D^{90}} , en m ........................................................................................{23}
Agrupando los parámetros que permanecen constantes para un tramo dado de r;io, y aceptando que {\displaystyle b=B} de acuerdo a lo explicado en la fórmula de Engelund, la ecuación de Meyer-Peter y Müller se puede escribir como:
{\displaystyle Q_{B}=\epsilon B\left(N.d_{m}.S-0.047\right)^{1.5}} .............................................................................{24}
donde
{\displaystyle \epsilon =8.{D_{m}}^{1.5}.g^{0.5}.\Delta ^{0.5}} ................................................................................................{25}
{\displaystyle N=\left({\frac {n^{'}}{n}}\right)^{3/2}{\frac {1}{\Delta .D_{m}}}} ................................................................................................{26}
Si en una aplicación real, por ejemplo, {\displaystyle b=0.9B}, se modificará el coeficiente de {\displaystyle \epsilon } en la ecuación {25}, el que para esa situación valdrá 7.2

##### Condiciones extremas
Según la ecuación {24}, si el arrastre es muy pequeño o nulo, el término en que aparece {\displaystyle Q_{B}} , se anula y queda la relación que establece la condición crítica de arrastre.
Por otro lado, si el transporte de sedimentos es muy grande, los términos {\displaystyle Q_{B}} y {\displaystyle N.d_{m}.S}  tienden a un valor alto por lo que se puede eliminar el valor {\displaystyle 0.047} , con lo que se logra la simplificación:
{\displaystyle Q_{B}=\epsilon .B\left(N.d_{m}.S\right)^{1.5}} ............................................................................................{27}
que es válida cuando {\displaystyle \tau _{*}} ≥ 1.0
Además, al efectuar el producto {\displaystyle \epsilon .N^{1.5}} , se simplifican los términos {\displaystyle {D_{m}}^{1.5}} ; en esas circunstancias el transporte de sedimentos no depende explícitamente del diámetro medio del material.

#### Fórmula de Shields
La fórmula de Shields propuso, para evaluar el transporte de sedimentos, la expresión:
{\displaystyle {\frac {q_{BT}.\Delta }{g_{w}.S}}={\frac {10.\left(\tau _{o}-\tau _{c}\right)}{D_{50}.\left(\gamma _{\delta }-\gamma \right)}}} ...........................................................................................{29}
donde:
{\displaystyle q_{BT}=} transporte unitario total de material del fondo, en kg f/s.m . Si se quiere expresar en volumen, se utiliza la relación:
{\displaystyle g_{BT}=\gamma _{\delta }.q_{BT}} ...............................................................................................................{30}
{\displaystyle g_{BT}=} transporte unitario total de fondo, en m³/s.m
{\displaystyle g_{w}=} gasto unitario líquido expresado en peso, en kg f/s.m. Si se desea expresar en volumen se utiliza la relación:
{\displaystyle q=g_{w}/\gamma } ........................................................................................................................{31}
{\displaystyle q=} caudal líquido unitario (por m de anchura en el río), en m³/s.m 
{\displaystyle \tau _{o}=} esfuerzo tangencial que el líquido ejerce sobre el fondo, en kg f/m² Se obtiene de la relación:
{\displaystyle \tau _{o}=\gamma .d_{m}.S} ..................................................................................................................{32}
{\displaystyle \tau _{o}=} esfuerzo tangencial crítico en función {\displaystyle D_{50}}, en kg f/s.m. Se obtiene de la curva de Shields, cuya ecuación, propuesta por Maza, establece que
{\displaystyle \tau _{c}=\left(\gamma _{\delta }-\gamma \right)D\left[{\frac {0.2196}{D_{*}}}\right]+0.077e^{\left[-\left({\frac {30.35}{D_{*}}}\right)^{0.563}\right]}} ...........................................{33}
válida para {\displaystyle D_{*}} ≤ {\displaystyle 333}, donde 
{\displaystyle D_{*}=D_{50}\left[{\frac {g\left(\gamma _{\delta }-\gamma \right)}{\gamma .v^{2}}}\right]^{1/3}} .......................................................................................{34}
Cuando {\displaystyle D_{*}} > {\displaystyle 333}, {\displaystyle \tau _{c}} vale: 
{\displaystyle \tau _{c}=0.06\left(\gamma _{\delta }-\gamma \right)D_{50}} ..............................................................................................{35}
Si se sustitiyen las ecuaciones {30} y {31} en la ecuación {29} y se despeja el transporte de sedimentos, se obtiene:
{\displaystyle q_{BT}={\frac {10.q.S}{\gamma _{\delta }.\Delta ^{2}.D_{50}}}\left(\tau _{o}-\tau _{c}\right)} .....................................................................................{36}
Al multiplicar esta última ecuación por el ancho del fondo {\displaystyle b}, de la sección, y aceptando que {\displaystyle b=B}, se obtiene: 
{\displaystyle Q_{BT}={\frac {10.Q.S}{\gamma _{\delta }.\Delta ^{2}.D_{50}}}\left(\tau _{o}-\tau _{c}\right)} ...................................................................................{37}
Si además se agrupan las variables que dependen de las propiedades físicas del líquido y del material de fondo se llega a 
{\displaystyle Q_{BT}=\delta .Q.S\left(\tau _{o}-\tau _{c}\right)} .............................................................................................{38}
donde:
{\displaystyle \delta ={\frac {10}{\gamma _{\delta }.\Delta ^{2}.D_{50}}}} .............................................................................................................{39}
Téngase en cuenta que en las fórmulas de transporte, el ancho que hay que considerares aquel en que ocurre el transporte de sedimentos. Autores como Altunin indican que se puede considerar como siendo de 0.8 B a 0.9 B. Así el numerador de la fórmula {39} sería igual a 8 o 9 respectivamente.

##### Condiciones extremas
La fórmula de Shields se puede simplificar cuando el transporte es nulo o muy grande.
Cuando es nulo se llega a la condición crítica donde se cumple que:
{\displaystyle \tau _{o}=\tau _{c}} .............................................................................................................................{40}
Si el transporte de sedimentos es grande, lo cual ocurre si {\displaystyle \tau _{*}>0.5} se cumple que {\displaystyle \tau _{o}} >> {\displaystyle \tau _{c}} y por lo tanto, {\displaystyle \tau _{c}} se puede eliminar de la ecuación de Shields con lo que se llega a
{\displaystyle Q_{BT}=\delta .Q.S.\tau _{o}} ...........................................................................................................{41}
o bien:
{\displaystyle Q_{BT}=\gamma .\delta .Q.S^{2}.d_{m}} ...................................................................................................{42}
Shields obtuvo su fórmula en 1936, cuando aún Einstein no había introducido su consepto de capa de fondo, por lo que muchos autores consideran que sólo es válido para evaluar el arrastre en la capa de fondo. Sin embargo, Díazy Maza (1986) han demostrado que sirve para evaluar el transporte total del material del fondo, tanto el arrastrado en esacapa como en suspensión.

### Fórmulas de la resistencia de las márgenes
Existen varias fórmulas posibles para representar la resistencia de las márgenes, una de las más usadas es la fórmula de Gluschkow, también usada por el método de Altunin, la que establece que:
{\displaystyle B^{m}=Kd_{m}} ....................................................................................................................{43}
donde:
{\displaystyle m=} exponente que vale :
{\displaystyle m=0.72\left({\frac {\Delta D_{50}}{d_{m}S}}\right)^{0.1}} .................................................................................................{44}
{\displaystyle K=} Coeficiente que puede variar entre 2 y 4 para ríos con márgenes muy resistentes a la erosión, de 8 a 12 para cauces formados con material aluvial y de 16 a 20 para ríos con márgenes fácilmente erosionables.
Al aplicar la ecuación {44}, {\displaystyle m} varía usualmente entre 0.5
y 1.0

Algunas otras ecuaciones de resistencia de márgenes se obtienen de los diversos métodos basados en la Teoría de régimen, entre otros:
Lacey {\displaystyle B^{2/3}=22.3{D_{m}}^{1/6}d_{m}} ......................................................................................................{45}
Según Lacey, aplicando la ecuación {45} obtiene los siguientes valores:
{\displaystyle m=0.667} ; y,
{\displaystyle K} ≅ {\displaystyle 22.3{D_{m}}^{1/6}} (4.8 para arena fina; 7.05 para arena gruesa)

Blench {\displaystyle {b_{m}}^{2/3}={\frac {1.49.F_{b}}{F_{\delta }^{2/3}}}.d} ...........................................................................................................{46}
Según Blench, aplicando la ecuación {46} obtiene los siguientes valores:
{\displaystyle m=0.667} ; y,
{\displaystyle K} ≅ {\displaystyle {\frac {1.49.F_{b}}{F_{\delta }^{2/3}}}} (2.33. para material muy cohesivo; 8.30 para arena gruesa)
Simons {\displaystyle {b_{m}}^{0.705}={\frac {0.7673.K_{1}^{0.705}}{K_{2}}}.d} ..........................................................................................{47}
Según Simons y Albertson, aplicando la ecuación {47} obtiene los siguientes valores: 

{\displaystyle m=0.705} ; 

{\displaystyle K} ≅ {\displaystyle 8.93} para orillas y fondo arenoso; 

{\displaystyle K} ≅ {\displaystyle 6.37} para fondo de arena y orillas cohesivas; y, 

{\displaystyle K} ≅ {\displaystyle 8.33} para material grueso.
Kondap {\displaystyle B^{0.56}={\frac {{D_{m}}^{0.1}.g^{0.179}}{24.867.v^{0.36}}}.d_{m}} .............................................................................................{48}
Según Kondap, aplicando la ecuación {48} se obtienen los siguientes valores: 

{\displaystyle m=0.56} ; 

{\displaystyle K} ≅ {\displaystyle 3.4} para arena fina; 

{\displaystyle K} ≅ {\displaystyle 4.8} para arena muy gruesa.
Según Stebbings, 

{\displaystyle m=0.667} ; 

{\displaystyle K} ≅ {\displaystyle 8.22} para transporte nulo de sedimentos, {\displaystyle Q_{B}=0}; 

{\displaystyle K} ≅ {\displaystyle 25.82} para transporte máximo de sedimentos.
Los valores de {\displaystyle m} y {\displaystyle K} pueden, por otra parte obtenerse por medio de otros métodos existentes en la literatura especializada.

#### Crítica del método
Se puede notar que el valor de {\displaystyle m} dado por la ecuación {44} varía entre límites estrechos, no así el coeficiente {\displaystyle K}. Este coeficiente depende del material que forman el fondo y las orillas del cauce; véanse los valores presentados por los diversos investigadores presentados arriba. Stebbings, además, de acuerdo con sus investigaciones hace intervenir en la determinación del parámetro también el transporte de sedimentos. Teniendo en cuenta lo anterior, no sorprende que cada autor haya obtenido valores diferentes, aún al trabajar con el mismo material; así Kondap encontró un valor de 3.4 para arena muy suelta y fina, mientras Glischkov para el mismo material propone valores entre 16 y 20 y Stebbings le asigna un valor máximo de 26.
Estas diferencias dependen sin duda de los datos que utiliza cada autor. Las variaciones tan grandes de {\displaystyle K} y la falta de un criterio ecuación para seleccionar su valor en función del material del fondo y orillas del cauce y del transporte de sedimentos a lo largo de él, representa el fallo más importante de la fórmula de Gluschkov y también de la teoría de régimen, cuando se desea aplicar a cauces naturales.
Este es un campo de la ciencia en que todavía queda mucho por estudiar y experimentar en el futuro.

## Ecuaciones de diseño
Para aplicar el método descrito se pueden utilizar otras ecuaciones de resistencia al flujo o de transporte de sedimentos. La tercera ecuación fundamental o de partida, la ecuación {43}, puede ser sustituida por alguna equivalente obtenida de los métodos de la teoría de regímenes; métodos de Lacey, Blench y Kondap; o bien por una que tome en cuenta la máxima energía disponible del escurrimiento.
Se presentan los resultados obtenidos al trabajar con las siguientes combinaciones entre ecuaciones.
| Grupo | Ec. de transporte    | Ec. de fricción  | Ec. de resistencia de las márgenes |
| 1a    | Meyer Peter y Müller | Manning          | Gluchkov                           |
| 1b    | Meyer Peter y Müller | Cruickshank-Maza | Gluchkov                           |
| 2a    | Engelund             | Manning          | Gluchkov                           |
| 2b    | Engelund             | Cruickshank-Maza | Gluchkov                           |
| 3a    | Shields              | Manning          | Gluchkov                           |
| 3b    | Shields              | Cruickshank-Maza | Gluchkov                           |

Para seleccionar el grupo de ecuaciones más conveniente para cada caso se toman en cuenta los siguientes criterios:
1. La fórmula de Meyer Peter y Müller es la que se puede aplicar a un rango mayor de tamaño de sedimentos.
2. Las de Engelund y Shields sirven únicamente para arenas aunque la segunda se puede extender a gravas finas.
3. Las ecuaciones de Meyer Peter y Müller y de Shields permiten conocer la condición de inicio de movimiento, condición que no es indicada por la de Engelund.Para aplicar esta última se requiere añadir otra relación que permita conocer esa condición. Por lo tanto no de recomienda el uso de la ecuación de Engelund para cauces con caudales o velocidades del flujo muy bajas.
4. Las fórmulas de Shields y Engelund permiten conocer el transporte total del material de fondo. La de Meyer Peter y Müller solo el arrastre en la capa de fondo. Por tanto, si {\displaystyle \tau _{*}<0.3} se pueden usar las tres fórmulas, siendo la de Engelund la que da mayor transporte, y por ello no se recomienda para esa condición. Si {\displaystyle \tau _{*}>1.0} se deberá usar con una cierta reserva la de Meyer Peter y Müller. De las otras dos, la de Shields da mayores transportes de sedimentos.
5. Al utilizar la ecuación de Engelund se obtiene directamente tres ecuaciones explícitas, una para cada variable independiente. Al trabajar con la de Meyer Peter y Müller y la de Shields se obtienen ecuaciones implícitas que se resuelven por tanteos; pero pueden simplificarse y obtener ecuaciones explícitas cuando se sabe de antemano que el transporte de sedimentos es casi nulo o es muy grande. La primera condición se cumple cuando {\displaystyle \tau _{*}} ≃ {\displaystyle 0.06} y la segunda si {\displaystyle \tau _{*}>1.0}
6. La fórmula de Manning puede ser utilizada con cualquier material. Si se tienen los datos de las características del río, se pueden tener en cuenta otras pérdidas dentro del coeficiente de rugosidad.
7. La de Cruckshank-Maza se aplica a cauces con arena o grava únicamente. Presenta la ventaja de que el coeficiente de fricción no debe suponerse.

Combinaciones con otras fórmulas de fricción, transporte y resistencia de las márgenes han sido obtenidas por Farías a inicio de los 1990.

### Grupo 1.a Utilizando las Fórmulas de Meyer Peter y Müller, Manning y Gluschkov
A partir de las fórmulas de Meyer Peter y Müller, Manning y Gluschkov se pueden obtener ecuaciones de diseño para las tres variables independientes, por ejemplo {\displaystyle B} , {\displaystyle d_{m}} y {\displaystyle S}. Estas fórmulas se aplican en cauces con cualquier material no cohesivo y cuando el transporte de sedimentos tiene lugar principalmente en la capa de fondo. Las ecuaciones obtenidas son:
{\displaystyle B^{\frac {7m+4}{3}}.\left[\left({\frac {Q_{B}}{\epsilon }}\right)^{2/3}+0.047B^{2/3}\right]=\left(n.Q\right)^{2}NK^{7/3}} ...............................................................{49}
{\displaystyle {d_{m}}^{\frac {7m+4}{3m}}.\left[\left({\frac {Q_{B}}{\epsilon }}\right)^{2/3}.K^{4/3m}+0.047.{d_{m}}^{2/3m}.K^{2/m}\right]=\left(n.Q\right)^{2}N} ....................................{50}
{\displaystyle S^{-{\frac {7m+4}{10m+6}}}.\left[\left({\frac {Q_{B}}{\epsilon }}\right)^{2/3}+0.047\left({\frac {n.Q.K^{5/3}}{S^{1/2}}}\right)^{\frac {2}{6m+3}}\right]=N.\left(n.Q\right)^{\frac {3m+2}{5m+3}}.K^{\frac {1}{15m+9}}} ...............{51}
En las ecuaciones anteriores {\displaystyle \epsilon } , {\displaystyle N} y {\displaystyle m} se obtienen de las ecuaciones {25}; {26}; y, {44}. Las tres últimas ecuaciones son implícitas para cada una de las variables {\displaystyle B} , {\displaystyle d_{m}} y {\displaystyle S}; y aunque su solución es sencilla, presentan el inconveniente de no permitir visualizar claramente la forma como influye cada parámetro o variable independiente.
Al estudiar condiciones extremas con transporte nulo de sedimentos o bien con transporte intenso de sedimentos ({\displaystyle \tau _{*}} ≥ {\displaystyle 1.0} ) se logran las simplificaciones señaladas al tratar de la fórmula de Meyer-Peter y Müller y se obtienen así fórmulas explícitas para cada variable independiente, las cuales se muestran a continuación.

#### Condición con transporte de sedimentos muy pequeño o nulo
Si en el tramo en estudio se tiene transporte de sedimentos muy pequeño de tal forma que {\displaystyle Q_{B}} se pueda considerar igual a cero, se tiene la condición crítica de inicio de Movimiento. Al eliminar {\displaystyle Q_{B}} de las ecuaciones generales se obtiene:
{\displaystyle B=\left(21.277.\left(n.Q\right)^{2}.K^{7/3}.N\right)^{\frac {3}{7m+6}}} ...........................................................................................{52}
{\displaystyle d_{m}=\left({\frac {21.277.\left(n.Q\right)^{2}}{K^{2/m}}}\right)^{\frac {3m}{7m+6}}} .........................................................................................................{53}
{\displaystyle S=\left[{\frac {0.047}{N}}\left({\frac {K^{1/m}}{n.Q}}\right)^{\frac {3m}{5m+3}}\right]^{\frac {10m+6}{7m+6}}} ................................................................................................{54}
El exponente {\displaystyle m} se obtiene de la ecuación {44} y es función de {\displaystyle d_{m}} y {\displaystyle S} que son valores por obtener. Por lo tanto, en el cálculo se procede por tanteos dando a {\displaystyle m} un valor inicial, el que debe ser calculado al conocer {\displaystyle d_{m}} y {\displaystyle S}. Si {\displaystyle m} calculada difiere de la {\displaystyle m} supuesta se repite el cálculo.
Con objeto de comparar los exponentes que afectan a las variables independientes, principalmente el caudal, con las fórmulas de régimen o Altunin, se le dará a {\displaystyle m} el valor promedio de {\displaystyle 0.7}. Se obtendrá así:
{\displaystyle B=2.32.\left(n.Q\right)^{0.55}.K^{0.642}.N^{0.275}} .............................................................................................{55}
{\displaystyle d_{m}={\frac {1.802.\left(n.Q\right)^{0.385}.N^{0.193}}{K^{0.55}}}} ....................................................................................................{56}
{\displaystyle S={\frac {0.0261.K^{0.55}}{\left(n.Q\right)^{0.385}.N^{1.193}}}} .....................................................................................................................{57}
Se observa que los exponentes de {\displaystyle Q} para {\displaystyle B} y {\displaystyle d_{m}} son semejantes a los obtenidos en la teoría de régimen y método de Altunin. Para {\displaystyle S}, el exponente de {\displaystyle Q} es semejante al propuesto por Altuning para {\displaystyle \alpha ={\frac {1}{5}}}, es decir cuando {\displaystyle d_{m}>2.5} m.

#### Condición con transporte de sedimentos intenso
Si en el tramo en estudio se cumple que {\displaystyle \tau _{*}} ≥ {\displaystyle 1.0}, el término {\displaystyle 0.047} de la ecuación de Meyer-Peter y Müller se elimina y se llega a tener las siguientes ecuaciones para las variables {\displaystyle B} , {\displaystyle d_{m}} y {\displaystyle S} respectivamente
{\displaystyle B=\left[{\frac {\left(n.Q\right)^{2}.K^{7/3}.N.\epsilon ^{2/3}}{{Q_{B}}^{2/3}}}\right]^{\frac {3}{7m+4}}} ...............................................................................................{58}
{\displaystyle d_{m}=\left[{\frac {\left(n.Q\right)^{2}.N.\epsilon ^{2/3}}{{Q_{B}}^{2/3}.K^{4/3m}}}\right]^{\frac {3m}{7m+4}}} .........................................................................................................{59}
{\displaystyle S=\left[{\frac {{Q_{B}}^{2/3}}{K^{\frac {1}{15m+9}}.\epsilon ^{2/3}.N.\left(n.Q\right)^{\frac {3m+2}{5m+3}}}}\right]^{\frac {10m+6}{7m+4}}} .................................................................................{60}

Aceptando {\displaystyle m=0.70} se llega a
{\displaystyle B={\frac {\left(n.Q\right)^{0.674}.K^{0.787}.N^{0.337}.\epsilon ^{0.225}}{{Q_{B}}^{0.225}}}} .........................................................................................{61}
{\displaystyle d_{m}={\frac {\left(n.Q\right)^{0.472}.N^{0.236}.\epsilon ^{0.157}}{{Q_{B}}^{0.157}.K^{0.449}}}} .....................................................................................................{62}
{\displaystyle S={\frac {{Q_{B}}^{0.974}}{K^{0.075}.\epsilon ^{0.974}.N^{1.461}.\left(n.Q\right)^{0.921}}}} ..........................................................................................{63}
Para comparar los exponentes de {\displaystyle Q} de las tres últimas fórmulas con los de otros métodos, se expresa el transporte de sedimentos en función del caudal y de una concentración de sedimentos. Para esto se utilizan las expresiones: 
{\displaystyle Q_{B}=C_{B}.Q} .......................................................................................................................................{64}
Al sustituir la ecuación {64} en las ecuaciones {61} a {63} se obtienen los exponentes de {\displaystyle Q} para {\displaystyle B} , {\displaystyle d_{m}} y {\displaystyle S}
{\displaystyle B={\frac {n^{0.674}.Q^{0.449}.K^{0.787}.N^{0.337}.\epsilon ^{0.225}}{{C_{B}}^{0.225}}}} .....................................................................................{65}
{\displaystyle d_{m}={\frac {n^{0.472}.Q^{0.315}.N^{0.236}.\epsilon ^{0.157}}{{C_{B}}^{0.157}.K^{0.449}}}} .................................................................................................{66}
{\displaystyle S={\frac {{Q}^{0.053}.{C_{B}}^{0.974}}{K^{0.075}.\epsilon ^{0.974}.N^{1.461}.n^{0.921}}}} ...................................................................................................{67}
Se observa que los exponentes de {\displaystyle Q} son: 0.449, 0.315 y 0.053 para {\displaystyle B} , {\displaystyle d_{m}} y {\displaystyle S} respectivamente.
Los dos primeros son semejantes a los de otros métodos, no así el correspondiente a {\displaystyle S}.
No debe olvidarse que los valores aquí comparados se refieren solo a lo que corresponde a {\displaystyle m=0.70}, y {\displaystyle m} puede variar entre {\displaystyle 0.6} y {\displaystyle 0.8} en muchos ríos; sus valores extremos son {\displaystyle 0.5} y {\displaystyle 1.0}.

#### Variación de B y dmcuando S permanece constante
Cuando varía alguno de los parámetros involucrados en la condición de estabilidad, las variables dependientes {\displaystyle B} , {\displaystyle d_{m}} y {\displaystyle S} se modifican. 
La que más fácilmente cambia es {\displaystyle d_{m}}, posteriormente ocurre el ajuste de {\displaystyle B} y por último el de {\displaystyle S}. 
Para llegar a la pendiente de equilibrio se requiere que el flujo modifique su longitud de recorrido lo que se logra modificando el radio de las curvas mediante procesos de sedimentación y erosión, los que a su vez dependen del volumen de sedimentos que transporta el río.
Loa parámetros que varían con más facilidad son el caudal líquido y el transporte de sedimentos.
Téngase en cuenta que al variar el caudal siempre habrá una modificación en el transporte; en cambio puede modificarse el transporte de sedimentos sin alterar el caudal líquido.
Si se reduce la aportación de sedimentos al río se produce una erosión del fondo, con la disminución de la pendiente; mientras que si más sedimento es aportado a un tramo de un río se genera un proceso de sedimentación y de incremento de la pendiente.
A continuación se muestran las relaciones en que intervienen {\displaystyle d_{m}} o {\displaystyle B} en función de {\displaystyle S} y que se pueden aplicar cuando {\displaystyle Q} es modificado, por ejemplo, con la construcción de una presa, y la pendiente del río, que es conocida, aún no logra modificarse, y por tanto se conserva. 
En otras palabras, el problema a resolver consiste en encontrar {\displaystyle d_{m}} y {\displaystyle B} para un caudal dado cuando la pendiente del tramo no puede ser modificada y por tanto debe ser respetada.
Para ello, se consideran las ecuaciones de Manning y Gluschkov, ecuaciones {15} y {43} respectivamente, aceptando a {\displaystyle S} como variable independiente, al igual que {\displaystyle Q}, {\displaystyle K}, {\displaystyle \gamma _{\delta }} etc. Se obtiene así que:
{\displaystyle B=\left[{\frac {n.Q.K^{5/3}}{S^{1/2}}}\right]^{\frac {3}{5m+3}}} .................................................................................................................{68}
{\displaystyle d_{m}=\left[{\frac {n.Q}{K^{1/m}S^{1/2}}}\right]^{\frac {3m}{5m+3}}} ...............................................................................................................{69}
Con esto, el transporte de sedimentos {\displaystyle Q_{B}} o {\displaystyle Q_{BT}} pasa a ser una variable dependiente que se tendrá que obtener en función de {\displaystyle B} , {\displaystyle d_{m}} y {\displaystyle S} a partir de la ecuación de transporte que se haya seleccionado. 
Las ecuaciones {68} y {69} sirven para los grupos 1.a; 2.a; y, 3.a. en los que intervienen las fórmulas de Manning y Gluschkov. 
El transporte de sedimentos se obtiene posteriormente como variable dependiente, utilizando la ecuación de Meyer-Peter y Müller para el grupo 1.a; la de Engelund para el grupo 2.a; y, la de Shields para el grupo 3.a; o, cualquier otra fórmula que se considere conveniente.
Cuando el transporte de sedimentos debe ser calculado, es conveniente utilizar varias ecuaciones y evaluar los resultados.
Una vez que {\displaystyle Q_{BT}} ha sido calculado para el tramo en consideración, debe compararse con el que entra a dicho tramo, proveniente de aguas arriba. 
Si {\displaystyle Q_{BT}} es mayor que dos veces el que entra al tramo en consideración, dicho tramo estará sujeto a un proceso de erosión. Si es menor que la mitad del que entra, estará sujeto a un proceso de sedimentación.
Para conocer mejor el comportamiento de un tramo, es conveniente considerar simultáneamente el tramo aguas arriba y un tramo aguas abajo.

### Grupo 1.b Utilizando las Fórmulas de Meyer Peter y Müller, Cruickshank-Maza y Gluschkov
Las ecuaciones de diseño que se obtienen a partir de las ecuaciones fundamentales de Meyer Peter y Müller, Cruickshank-Maza y Gluschkov se pueden aplicar a cauces con arena y grava fina aun cuando el transporte de sedimentos tienda a ser nulo.
Si el valor del transporte de sedimentos no permiten algunas simplificaciones que se indican más adelante, las ecuaciones generales de diseño resultantes son implícitas y para régimen inferior son:
{\displaystyle B^{2.583m+1.526}.\left[\left({\frac {Q_{B}}{\epsilon }}\right)^{2/3}+0.047.B^{2/3}\right]=N.K^{2.583}.\left({\frac {Q}{\alpha }}\right)^{2.193}} .............................................{70}
{\displaystyle {d_{m}}^{\frac {2.583m+1.526}{m}}.\left[\left({\frac {Q_{b}}{\epsilon }}\right)^{2/3}+0.047.\left(K.d_{m}\right)^{2/3m}\right].K^{1.526/m}=N.\left({\frac {Q}{\alpha }}\right)^{2.193}} .........................{71}
{\displaystyle S^{\frac {0.304}{w}}.\left({\frac {Q_{b}}{\epsilon }}\right)^{2/3}+0.047.K^{\frac {1.089}{w}}.\left({\frac {Q}{\alpha }}\right)^{2/3w}=N.\left({\frac {Q}{\alpha }}\right)^{\frac {0.667+w}{w}}.K^{\frac {0.089}{w}}.S^{\frac {1+1.176m}{w}}} .................{72}

donde:
{\displaystyle w=1+1.634m} .........................................................................................................................................{73}
{\displaystyle \alpha }, {\displaystyle \epsilon }, {\displaystyle N} y {\displaystyle m} se obtienen con las ecuaciones {5}, {25}, {26} y {44} respectivamente.
Procediendo de la misma forma como se mostró en el grupo 1.a, se obtienen las ecuaciones explícitas para casos particulares.

#### Condición con transporte de sedimentos muy pequeño o nulo
{\displaystyle B=\left[21.277.N.K^{2.583}\left({\frac {Q}{\alpha }}\right)^{2.193}\right]^{\frac {1}{2.583m+2.193}}} ..................................................................................{74}
{\displaystyle d_{m}=\left[{\frac {21.277.N.\left({\frac {Q}{\alpha }}\right)^{2.193}}{K^{\frac {2.193}{m}}}}\right]^{\frac {m}{2.583m+2.193}}} ..............................................................................................{75}
{\displaystyle S=\left[0.047{\frac {K^{1/w}}{N}}\left({\frac {\alpha }{Q}}\right)^{m/w}\right]^{\frac {w}{1.178n+1}}} ...................................................................................................{76}

#### Condición con transporte de sedimentos intenso
{\displaystyle B=\left[N.K^{2.583}.\left({\frac {Q}{\alpha }}\right)^{2.193}.\left({\frac {\epsilon }{Q_{B}}}\right)^{2/3}\right]^{\frac {1}{2.583m+1.526}}} ........................................................................{77}
{\displaystyle d_{m}=\left[{\frac {N}{K^{\frac {1.526}{m}}}}\left({\frac {Q}{\alpha }}\right)^{2.193}.\left({\frac {\epsilon }{Q_{B}}}\right)^{2/3}\right]^{\frac {m}{2.583m+1.526}}} ............................................................................{78}
{\displaystyle S=\left[{\frac {1}{N^{w}.K^{0.089}}}\left({\frac {\alpha }{Q}}\right)^{m+0.667}.\left({\frac {Q_{B}}{\epsilon }}\right)^{0.667w}\right]^{\frac {1}{1.178m+0.696}}} ..........................................................{79}

Con el objeto de comparar los exponentes de {\displaystyle Q}, con los dados por otros métodos se puede sustituir {\displaystyle m=0.7}, teniendo en cuenta la ecuación {64}. Los valores obtenidos se muestran en anexo.

#### Variación de B y dmcuando S permanece constante
Al igual que en el grupo 1.a, se presentan dos relaciones de interés que permiten obtener {\displaystyle B} y {\displaystyle d_{m}} en función de la pendiente {\displaystyle S}, cuando esta última es una variable independiente. Dichas relaciones se obtienen a partir de las ecuaciones de Cruickshank y Maza, y Gluschkov, ecuaciones {12} y {43} respectivamente.
{\displaystyle B=\left({\frac {Q.K^{1.634}}{\alpha .S^{0.456}}}\right)^{\frac {1}{w}}} ..................................................................................................................................{80}
{\displaystyle d_{m}=\left({\frac {Q}{\alpha .S^{0.456}}}.K^{1/m}\right)^{\frac {m}{w}}} ......................................................................................................................{81}
El transporte de sedimentos pasa ahora a ser una variable dependiente y se obtendrá después de conocer {\displaystyle B} y {\displaystyle d_{m}}.
Las ecuaciones {80} y {81} sirven para los grupos 1.b; 2.b y 3.b en los que intervienen las fórmulas de Cruickshank y Maza, y Gluschkov. Véase lo indicado al presentar las ecuaciones {68} y {69}.

### Grupo 2.a Utilizando las Fórmulas de Engelund, Manning y Gluschkov
Las ecuaciones de este grupo, como se ha indicado son expliditas. Sirven para cauces con arena, con las limitaciones propias de la fórmula de Engelund.
Para utilizarlas se debe conocer el transporte de sedimentos, que debe ser medido o evaluado previamente. Debe tomarse en consideración el transporte total de fondo, por lo que los resultados obtenidos con las ecuaciones de este grupo pueden llegara diferir de las de los grupos 1.a y 1.b, en los casos en que se tenga un intenso transporte de sedimentos del fondo en suspensión.
Las ecuaciones de diseño son:
{\displaystyle B=\left[n^{6}.Q^{10}.K^{11}.\left({\frac {\beta }{Q_{BT}}}\right)^{2}\right]^{\frac {1}{11m+8}}} ...................................................................................................{82}
{\displaystyle d_{m}=\left[{\frac {n^{6}.Q^{10}}{K^{8/m}}}\left({\frac {\beta }{Q_{BT}}}\right)^{2}\right]^{\frac {1}{11m+8}}} ...........................................................................................................{83}
{\displaystyle S=\left[{\frac {n^{2m+4}.K^{14/3}}{Q^{\frac {34m+12}{3}}}}.\left({\frac {Q_{BT}}{\beta }}\right)^{\frac {20m+12}{3}}\right]^{\frac {1}{11m+8}}} ......................................................................................{84}
{\displaystyle \beta } y {\displaystyle m} se obtienen con ayuda de las ecuaciones {18} y {44} respectivamente. En la tabla se indican los exponentes de {\displaystyle Q} con el objetivo de comparar este método con los otros. Para ello se considera {\displaystyle m=0.7} y se tiene en cuenta la exuación {64}.
Las ecuaciones {68} y {69} se utilizan cuando {\displaystyle S} permanece inalterada y es una variable independiente.

### Grupo 2.b Utilizando las Fórmulas de Engelund, Cruickshank-Maza y Gluschkov
Las ecuaciones de diseño de este grupo, tienen los mismos rangos de aplicación y limitaciones que las del grupo 2.a. Las ecuaciones son:
{\displaystyle B=\left[{\frac {Q^{1.233}.K^{1.37}}{\alpha ^{0.767}}}.\left({\frac {\beta }{Q_{BT}}}\right)^{0.233}\right]^{\frac {1}{1.37m+1}}} .......................................................................................{85}
{\displaystyle d_{m}=\left[{\frac {Q^{1.233}}{\alpha ^{0.676}.K^{1/m}}}\left({\frac {\beta }{Q_{BT}}}\right)^{0.233}\right]^{\frac {m}{1.37m+1}}} .......................................................................................{86}
{\displaystyle S=\left[{\frac {K^{0.58}}{\alpha ^{0.256m+0.511}.Q^{1.416m+0.511}}}.\left({\frac {Q_{BT}}{\beta }}\right)^{0.835m+0.511}\right]^{\frac {1}{1.37m+1}}} ..............................................{87}

### Grupo 3.a Utilizando las Fórmulas de Shields, Manning y Gluschkov
{\displaystyle } ......................................................................................................{}
{\displaystyle } ......................................................................................................{}
{\displaystyle } ......................................................................................................{}

### Grupo 3.b Utilizando las Fórmulas de Shields, Cruickshank-Maza y Gluschkov
{\displaystyle }
......................................................................................................{}
{\displaystyle } ......................................................................................................{}
{\displaystyle } ......................................................................................................{}